# São Sebastião do Tocantins
São Sebastião do Tocantins is een gemeente in de Braziliaanse deelstaat Tocantins. De gemeente telt 4.441 inwoners (schatting 2009).